# Quốc kỳ Dominica

Quốc kỳ với tỉ lệ: 1:2

Quốc kỳ Dominica (tiếng Anh: Flag of Dominica) được sử dụng chính thức từ ngày 3 tháng 11 năm 1978, với một vài sửa đổi nhỏ vào các năm 1981, 1988 và 1990 để có được lá cờ như hiện nay.
Lá cờ từ năm 1978 khắc hoạ hình quốc điểu của quốc gia này là loài Vẹt hoàng đế, cũng xuất hiện trên quốc huy Dominica từ ngày 21 tháng 7 năm 1961. Đây là loài vẹt đặc hữu của Dominica, đang trong tình trạng nguy cấp.
Nền màu xanh lá cây thể hiện thảm thực vật xanh tốt của đảo. Thánh giá đại diện cho Ba Ngôi và đức tin Kitô giáo. Ba màu sắc ở chữ thập biểu trưng cho những người da đỏ bản địa, đất đai màu mỡ và nguồn nước tinh khiết. 10 ngôi sao đại diện cho 10 giáo xứ (St. Andrew, St. David, St. George, St. John, St. Joseph, St. Luke, St. Mark, St. Patrick, St. Paul, St. Peter). Hình tròn màu đỏ là công bằng xã hội.

## Lịch sử

Quốc kỳ trong giai đoạn 1978-81
Quốc kỳ trong giai đoạn 1981-88
Quốc kỳ trong giai đoạn 1988-90